# Batalla de Mansura
La batalla de Mansura fou un episodi de la Setena Croada que succeí del 8 a l'11 de febrer del 1250. Encara que els croats obtingueren la possessió de la ciutat egípcia de Mansura, no es pot considerar una veritable victòria, ja que hi hagueren moltes baixes entre les seves tropes i els mamelucs, sabedors d'això, els tallaren el pas cap a Damiata, on s'haurien pogut refer, cosa que finalment no els deixà més opció que negociar una pau com si haguessin perdut la batalla.

## Antecedents
Els croats, comandats pel rei Lluís IX de França, havien planejat ocupar Egipte per aprovisionar-se i des d'allà llançar després una ofensiva sobre Jerusalem, que havia caigut en mans dels turcs curasmins. Iniciaren la campanya procedents de Xipre el maig del 1249. A començaments de juny arribaren al delta del Nil les primeres naus i després d'enfrontar-se a un exèrcit sarraí, prengueren Damiata. Muntaren un campament en espera de l'arribada de les altres naus, que un temporal havia dispersat. L'embarcació del comte Alfons de Poitiers no arribà fins al 29 de setembre, i proposà fer el següent pas atacant Alexandria, ciutat de la costa Mediterrània, però el germà menor del rei, Robert I d'Artois, suggerí anar directament al Caire, proposta que finalment fou secundada. Per arribar a El Caire, però, calia passar a l'altra riba i remuntar el riu passant per Mansura.

## Desenvolupament
L'exèrcit sortí de Damiata el 28 de novembre, amb els templers a l'avantguarda, seguint la riba dreta del Nil, acompanyats d'unes galeres que avançaven molt lentament. Els mamelucs els atacaren el 6 de desembre, però com que portaven els cavalls cansats i els dels cristians no, els atacants acabaren derrotats. Un mes més tard, el 7 de febrer, arribaren a l'encreuament entre el Nil i el Tanis, a prop de Mansura, on un beduí els mostrà un gual per on travessar el riu, tot i així la sortida de l'aigua era difícil tant per a persones com per a cavalls. Al capdavant anaven els templers, tot seguit les tropes del comte d'Artois i després la resta. El rei Lluís havia donat l'ordre que els primers en creuar esperessin sense trencar files l'arribada dels altres. El comte preferí escoltar el consell de Forcaut du Merle, ordenà fer un atac sorpresa a Mansura que estava a uns 3 km. Als afores de la ciutat estava el campament sarraí, inesperadament alguns menjaven, altres encara dormien, i l'emir Fakhr al-Dîn sortí despullat de la seva tenda on s'estava banyant, muntà a cavall però fou mort.
El comte ordenà entrar dins de Mansura, desoint el consell dels templers, que suggerien muntar campament i esperar l'arribada de la resta que encara estaven travessant el Nil. A l'interior de la ciutat els esperava un exèrcit de mamelucs comandats per Bàybars I, més nombrós que el seu, el qual massacraren els cristians. Els habitants de Mansura havien preparat barricades i llençaven pedres des dels terrats. El comte de Salisbury (William Longespée el Jove) morí i pocs cavallers en sortiren vius.
Mentrestant, la part de darrere de l'exèrcit croat havia acabat de travessar i, sense poder descansar, arribà en suport dels croats que lluitaven a Mansura. Els atacs es produïen de manera intermitent i es perllongaren fins a l'endemà. Durant la nit el duc de Borgonya aconseguí muntar un pont per travessar el riu i es retiraren a l'altra banda.
El dia 11 tingué lloc una nova batalla iniciada pels mamelucs, que aquesta vegada feien servir foc grec i gran quantitat de fletxes. Els croats estaven repartits, el rei a la vora del Tanis i el duc de Borgonya en l'antic campament i això endarrerí una mica la progressió dels mamelucs. El foc fou decisiu, ja que es propagà ràpidament, perquè hi havia molts taulons d'avet. Els mamelucs, sense esperar que acabés de cremar saltaren a l'atac. Malgrat la victòria dels croats, Robert d'Artois i Jean de Ronay moriren, mentre que Guillem de Sonnac, mestre del Temple, perdé un ull, i el rei Lluís aconseguí salvar Carles d'Anjou d'ésser capturat.Segons els historiadors musulmans entre 15.000 i 30.000 cristians van morir en la batalla i milers foren fets presoners.

## Després de la batalla
Gairebé tots els supervivents estaven malferits. Els morts eren tants que abans que donés temps a enterrar o cremar els cadàvers aparegué la disenteria i altres malalties. El campament semblava una leproseria. A mitjan març, unes galeres egípcies destruïren o capturaren les naus de la flota dels croats, cosa que els tallà la retirada cap a Damiata. La fam esdevingué un problema i alguns croats desertaren al bàndol contrari. Lluís IX decidí negociar, s'avenia a acceptar la proposta feta uns mesos enrere pel soldà Malik as-Sàlih Ayyoub d'intercanviar Damiata per Jerusalem, però aquest soldà havia mort feia poc de malaltia i el seu fill, Turan-Xah ibn as-Sàlih Ayyub, que acabava d'arribar a Egipte a prendre possessió del càrrec, refusà la proposta. Finalment es retiraren cap a Damiata el 5 d'abril amb els sarraïns seguint-los de no gaire lluny.
L'enfrontament es produí el 6 d'abril del 1250 a la batalla de Fariskur, entre el que quedava de l'exèrcit croat comandat pel rei Lluís IX de França i les forces del soldanat egipci aiúbida comandat per Turan-Xah. El resultat fou una definitiva derrota dels cristians, en la que el rei i molts altres foren capturats; s'hagué de pagar un rescat i retornar la ciutat de Damiata als egipcis. La notícia fou un dur cop a Europa, per una banda els altres reis cristians perderen interès en Terra Santa, mentre que el poble reaccionà muntant l'anomenada croada dels Pastors.